# 戀路站

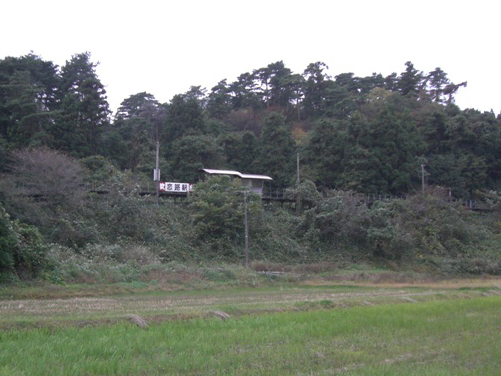
從附近的道路望向寫上「歡迎戀路站」的招牌

戀路站（日语：／ Koiji eki */?）是位於石川縣鳳珠郡能登町戀路，能登鐵道的能登線車站（廢站）。此站是急行停靠站（但是只限「能登戀路號」）。

## 歷史
- 1964年（昭和39年）9月21日[1] - 日本國有鐵道（國鐵）能登線開設此臨時停車場（只於夏季營業）。
- 1969年（昭和44年）10月1日 - 變更為臨時乘降場。
- 1987年（昭和62年）4月1日 - 伴隨國鐵分割民營化，車站由西日本旅客鐵道（JR西日本）營運。此站變為臨時車站（日语：臨時駅）。
- 1988年（昭和63年）3月25日 - 能登線由能登鐵道繼承[2][3][4]。同時升級為整年營業的車站。
- 2005年（平成17年）4月1日 - 能登線廢除，此站也被廢除[2][3]。

## 車站構造
截至車站廢除前，車站是一座地面車站，設有1面1線的單式月台。此站沒有車站大樓，月台上設有候車室。月台在路堤上，月台上設有樓梯連接出口。此站是無人車站。

## 車站周邊

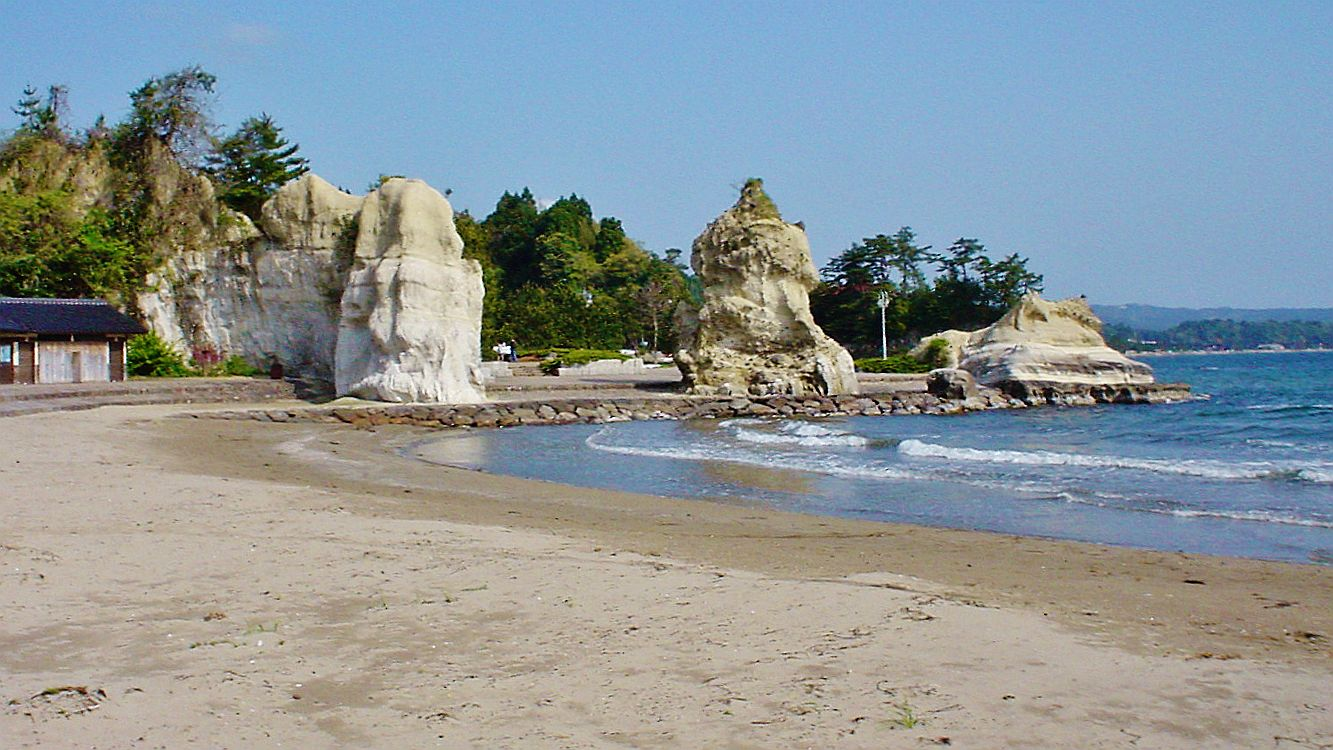
戀路海岸

- 戀路海岸（日语：恋路海岸）
- 戀路海岸海灘（日语：恋路海岸海水浴場）
- 弁天島
- 幸福之鐘
- 體驗交流設施「Labro戀路」
- 國道249號

## 現況
在東日本大震災後，當地的宗玄酒造收購了車站附近的宗玄隧道（長約130米），用作成為釀酒基地，躲避海嘯和使酒的味道更成熟。由於到訪舊戀路站的遊客眾多，因此該公司決定在宗玄隧道至舊戀路站之間重新鋪設約300米的路軌。在2013年4月1日起，一架名為「奧能登礦車鐵道」（愛稱：のトロ）的礦車（路軌單車）開始行走。另外，「のトロ」在2013年度獲得優良設計獎。

## 關於站名
此站是全國少有擁有「戀」字的車站（關於其他「戀」字車站，還有母戀站、戀山形站、戀窪站和戀濱站），因此廢站前有許多遊客到訪。
由於此站的名字吉祥，因此能登鐵道發行了前往戀路站的紀念車票。而由於此站是無人車站，因此於鄰站松波站發售。現時可從宗玄酒造購入該車票。在能登鐵道可購入鑰匙扣，當中包含了前往戀路的車票。

## 相鄰車站
能登鐵道
能登線
松波－戀路－鵜島

## 注腳
1. ↑  《日本国有鉄道停車場一覧 昭和60年6月1日現在》日本交通公社，48頁
2. 1 2   (PDF). 能登町広報情報推進課. 2017-04-01  [2021-02-23] （日语）.[]
3. 1 2  寺田裕一. . Neko出版. 2010-12-29: 9. ISBN 978-47770-1091-2 （日语）.
4. ↑  . 中日新聞Web. 2020-12-05  [2021-02-23]. （原始内容存档于2022-02-17） （日语）.
5. ↑  廃線めぐり(3)恋路に続く酒蔵トンネル《讀賣新聞》朝刊2017年5月5日
6. 1 2  . 石川県産業創出支援機構. 2013-04-05  [2020-05-03]. （原始内容存档于2022-02-17） （日语）.
7. ↑  . J Town Net. 2017-02-16  [2020-05-03] （日语）.
8. ↑  . MyNavi新聞（日语：マイナビニュース）. 2013-04-05  [2020-05-03]. （原始内容存档于2022-02-17） （日语）.
9. ↑  奥のとエリア活性化「トロッコ鉄道事業＆日本酒のトンネル貯蔵をはじめとする酒蔵ツーリズムによる地域振興」 （页面存档备份，存于）（日語） - 優良設計獎官方網站
10. ↑  寺田裕一《私鉄の廃線跡を歩くIII 北陸・上越・近畿編》，JTB出版，2008年，151頁。ISBN 978-4-533-07145-4
11. ↑  《鉄道ジャーナル》通卷550號（2012年8月號），81 - 83頁。
12. ↑  . のと鉄道.   [2015年8月4日]. （原始内容存档于2021年4月13日） （日语）.

## 外部連結
- 能登町觀光Guide 奧能登礦車鐵道「のトロ」 （页面存档备份，存于）（日語） - 能登町
- Hot石川旅Net 奧能登礦車鐵道「のトロ」 （页面存档备份，存于）（日語） - 石川縣觀光聯盟
- 石川先生旅日記 奧能登礦車鐵道 （页面存档备份，存于）（日語） - 石川電視台放送